# 14. korpus (JLA)
Za druge 14. korpuse glejte 14. korpus.
14. korpus (tudi Ljubljanski korpus) je bil pehotni korpus v sestavi Jugoslovanske ljudske armade.
To je bil eden izmed korpusov JLA, ki so bili neposredno vpleteni v slovensko osamosvojitveno vojno.

## Organizacija
31. december 1990
- poveljstvo
- 298. bataljon vojaške policije
- 14. bataljon za zveze
- 14. dopolnilni bataljon
- 14. sanitetni bataljon
- 14. avtotransportni bataljon
- 314. topovski protioklepni divizion
- 168. posadkovna baterija
- 45. pontonirska četa
- 61. obmejni bataljon
- 62. obmejni bataljon
- 63. obmejni bataljon
- 64. obmejni bataljon
- 1. oklepna brigada
- 228. motorizirana brigada
- 253. motorizirana brigada
- 345. planinska brigada
- 14. motorizirana brigada
- 30. partizanska divizija

- 20. partizanska brigada
- 13. partizanska brigada
- 19. partizanska brigada

- 15. partizanska divizija

- 5. partizanska brigada
- 25. partizanska brigada
- 14. partizanska brigada

- 1. samostojna partizanska brigada
- 14. mešani topniški polk
- 14. mešani protioklepni polk
- 635. lahki topniški polk protiletalske obrambe
- 14. inženirski polk